# Duktoth
La rivière Duktoth est un cours d'eau d'Alaska, aux États-Unis situé dans la région de recensement de Valdez-Cordova.

## Description
Longue de 28 milles (45 km), elle prend sa source dans un glacier, et coule en direction du sud-ouest puis du sud-est vers le Golfe d'Alaska, à 4 milles (6 km) ouest-nord-ouest de Cape Yakataga dans les montagnes St Elias.
Son nom indien a été référencée en 1903 par G.C. Martin de l'United States Geological Survey.

## Sources
- (en) « Duktoth », Geographic Names Information System